# 阿西亞區 (卡涅特省)

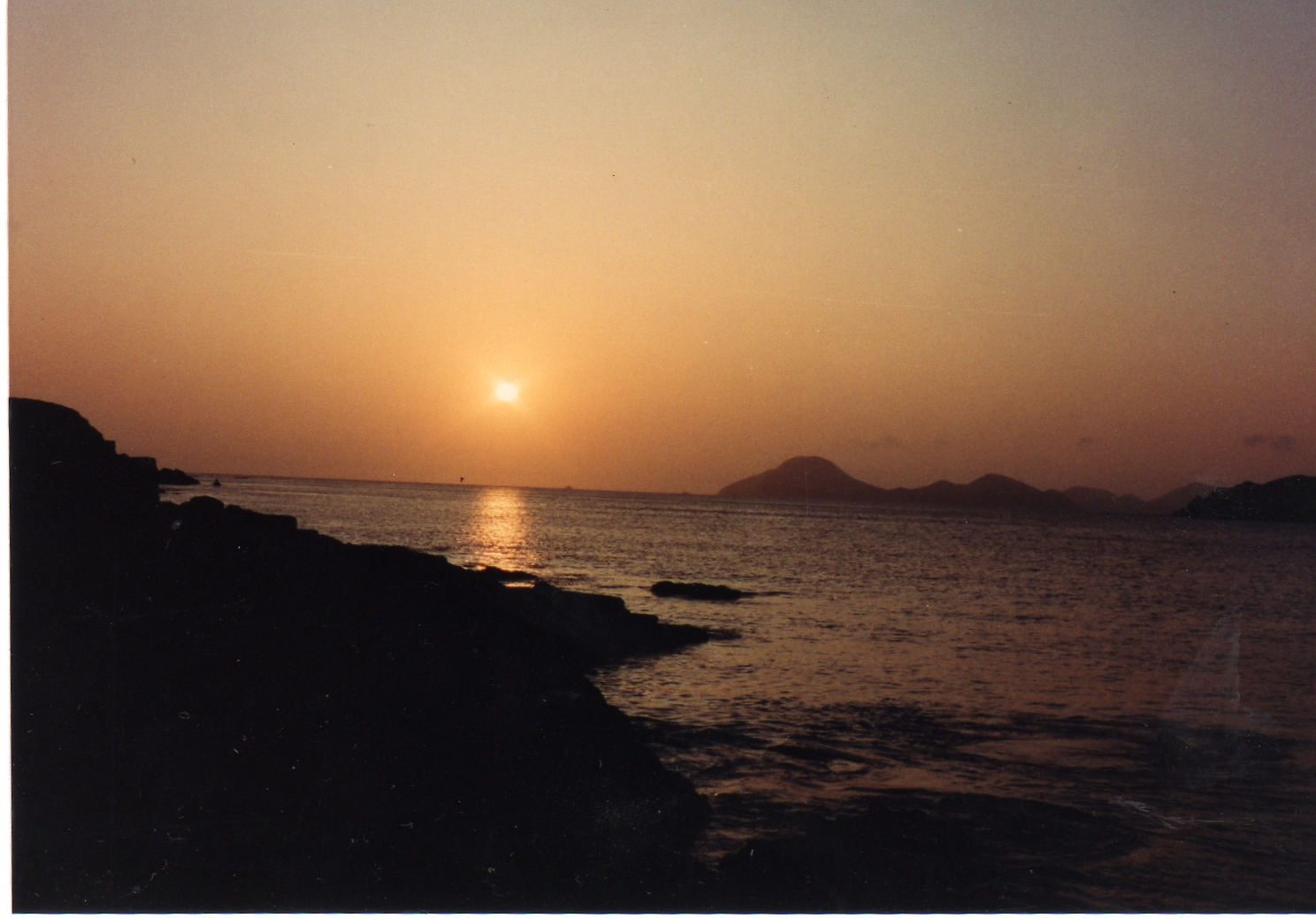

12°46′43″S 76°33′24″W / 12.77861°S 76.55667°W
阿西亞區（西班牙語：Distrito de Asia），是秘魯的一個區，位於該國中南部利馬大區的卡涅特省，始建於1964年7月24日，面積279.4平方公里，2007年人口6,618，人口密度每平方公里24人。